# Lista do Patrimônio Mundial nas Ilhas Salomão
A Organização das Nações Unidas para a Educação, a Ciência e a Cultura (UNESCO) propôs um plano de proteção aos bens culturais do mundo, através do Comité sobre a Proteção do Património Mundial Cultural e Natural, aprovado em 1972. Esta é uma lista do Patrimônio Mundial existente nas Ilhas Salomão, especificamente classificada pela UNESCO e elaborada de acordo com dez principais critérios cujos pontos são julgados por especialistas na área. As Ilhas Salomão ratificou a convenção em 10 de junho de 1992, tornando seus locais históricos elegíveis para inclusão na lista.
O sítio Rennell Oriental foi o primeiro local das Ilhas Salomão incluído na lista do Patrimônio Mundial da UNESCO por ocasião da 22.ª Sessão do Comitê do Património Mundial, realizada em Quioto (Japão) em 1998. Desde então, as Ilhas Salomão contam com apenas este sítio classificado como Patrimônio da Humanidade, sendo este de classificação Natural. 

## Bens culturais e naturais
As Ilhas Salomão contam atualmente com os seguintes lugares declarados como Patrimônio da Humanidade pela UNESCO:
| | Rennell Oriental |
| Bem natural inscrito em 1998, em perigo desde 2013. |                  |
| Localização: Rennell e Bellona |                  |
| O sítio de Rennell Oriental abrange o terço sul da Ilha Rennell, a mais meridional das Ilhas Salomão. Com 86 quilômetros de comprimento e 15 quilômetros de largura, Rennell é o maior atol de coral elevado do mundo. O local compreende uma área terrestre de 37.000 hectares e uma área marinha de três milhas. Após a elevação do atol original, sua lagoa deu origem ao Lago Tegano, que com seus 15.500 hectares é o maior de todas as ilhas do Pacífico. Numerosos ilhéus calcários emergem das suas águas salobras que albergam espécies endémicas. O local é coberto por densas florestas com uma altura média de dossel de 20 metros. Além disso, suas condições climáticas, caracterizadas pela frequência de fenômenos ciclônicos, fazem dele um verdadeiro laboratório natural para estudos científicos. A propriedade e administração do site são regidas pela lei comum. (UNESCO/BPI) |                  |

## Lista Indicativa
Em adição aos sítios inscritos na Lista do Patrimônio Mundial, os Estados-membros podem manter uma lista de sítios que pretendam nomear para a Lista de Patrimônio Mundial, sendo somente aceitas as candidaturas de locais que já constarem desta lista. Desde 2021, as Ilhas Salomão apresentam 2 locais em sua Lista Indicativa.
| Sítio                                               | Imagem | Localização         | Ano  | Dados UNESCO                          | Descrição |
| --------------------------------------------------- | ------ | ------------------- | ---- | ------------------------------------- | --- |
| Complexo de de Marovo-Tetepare                      |        | Província Ocidental | 2008 | Misto: (iii)(v)(vi)(vii)(viii)(ix)(x) | A propriedade é um sítio misto natural e cultural que abrange as áreas marinhas da Lagoa do Marovo e áreas terrestres selecionadas das ilhas Vangunu e Gatokae, a ilha desabitada de Tetepare e suas áreas marinhas costeiras associadas, as áreas marinhas e costeiras da ponta sul e sudoeste costa da ilha de Rendova e as ilhas desabitadas de Hele. O Complexo Marovo-Tetepare abrange mais de 1.600 km² de ecossistemas terrestres e marinhos. |
| Patrimônio de Florestas Tropicais das Ilhas Salomão |        | Makira-Ulawa        | 2008 | Natural: (vii)(ix)(x)                 | A indicação Patrimônio de Florestas Tropicais das Ilhas Salomãoo é um sítio natural serial que compreende áreas representativas de florestas tropicais das Ilhas Salomão, incluindo as Terras Altas de Bauro da Província de Makira-Ulawa, a costa vulcânica da caldeira central de Kolombangara na Província Ocidental, a área do Monte Maetambe de Província de Choiseul e a área de Mt. Popomanaseu da Província de Guadalcanal. Os quatro sítios que compõem a propriedade proposta, que juntos cobrem mais de 1.500 km², estão localizados na província biogeográfica Udvardy Papuan do reino da Oceania. |